# Les Serres (Rupit i Pruit)
Les Serres és una masia de Rupit i Pruit (Osona) inclosa a l'Inventari del Patrimoni Arquitectònic de Catalunya.

## Descripció
Masia de planta rectangular. Presenta dos cossos ben diferenciats tant per l'alçada com pel teulat. La part de ponent com la de llevant són cobertes a dues vessants i només disten en l'orientació del carener, puix que el carener de la primer segueix la direcció est-oest, mentre el segona segueix un eix nord-sud. La façana està situada a ponent i presenta un portal rectangular i dues finestres a la planta baixa i tres al primer pis. A la banda de migdia s'hi obren unes golfes i s'hi adossa un cos que correspon a l'antic forn. Aquest mur conserva una finestra amb espiera que deu correspondre al cos primitiu de la casa. A la banda de tramuntana s'hi obren també diverses finestres. A llevant es apoderada per les bardisses. S'utilitzà gresos i granit vermell units amb fang i morter de calç. Dues obertures estan fetes amb cairons ben treballats de gresos grisos, grocs i blanquinosos.
La casa nord de les Serres és una masia de planta quadrada coberta a dues vessants (la part nord més extensa que la sud), amb el carener paral·lel a la façana la qual es troba orientada a tramuntana. Es troba assentada sobre el desnivell del terreny i, per tant, per aquest sector s'accedeix directament al primer pis mentre que la resta compta amb 2 pisos. A ponent s'hi adossa un cobert, el mateix passa a la banda de llevant. La banda de migdia presenta dues finestres al primer pis i una a la planta baixa, la de l'esquerra és de gres gris i té l'ampit motllurat; en aquest sector s'hi adossa un altre cobert.
També destaca una cabana de planta quadrada coberta a dues vessants amb el carener perpendicular a la façana la qual cosa es troba a migdia. Consta de planta baixa i primer pis. La façana presenta la part esquerra sense mur de tancament, mentre que la dreta s'eleva fins en l’àmbit del primer pis, els pilars on s'assenta el teulat són de maó. El mur de llevant és cec, a la banda de ponent s'obre un portal a nivell de primer pis, al qual s'accedeix mitjançant una escala de pedra adossada al mur, a tramuntana s'obre un altre portal en l’àmbit de la planta. El parament és de carreus de granit vermell units amb morter de calç i afegitons de maó.

## Història
Antiga masia adscrita a la parròquia de Sant Joan de Fàbregues de la qual se'n tenen notícies des de l'any 1000, avui la parròquia es troba englobada a la parròquia de Sant Miquel de Rupit. El mas Les Serres es troba registrat en els fogatges de 1553 de la parròquia i terme de Sant Joan de Fàbregues, aleshores habitava el mas un tal Joan Serres; no hi ha cap altra dada que ens permeti parlar de les reformes o transformacions que hagi sofert la masia al llarg del temps.